# Toplota
Toplota (Q) je energija, ki ob stiku dveh teles z različnima temperaturama spontano prehaja s telesa višje temperature na telo z nižjo temperaturo (drugi zakon termodinamike).
V fiziki pripišemo toplotni energiji navadno simbol Q. Toplotno energijo po definiciji mednarodnega sistema enot merimo v joule-ih (izg. džul) (J), starejše enote za energijo so kalorija (cal) in kilokalorija (kcal).
Če nekemu telesu dovajamo toploto (ga segrevamo), se mu notranja energija in temperatura povečujeta, z odvajanjem toplote (ohlajanjem telesa) pa zmanjšujeta.
Toplote ne moremo izmeriti neposredno, ampak le posredno prek temperaturnih sprememb, ki jih povzroča.

## Prenos toplote
Toploto lahko prenašamo na tri načine: s prevodom toplote (kondukcijo), s prestopom toplote (konvekcijo) in s sevanjem (radiacijo).

### Prevod toplote (kondukcija)
Je prenos toplote v trdnih telesih. Prevod poteka, če se temperatura v telesu spreminja od točke do točke ali s časom.

### Prestop toplote (konvekcija)
Na površinah trdnih teles, ki jih obdaja tekočina (kapljevina ali plin), prestopa toplota na tekočino in obratno. Takšnemu prehodu toplote rečemo prestop toplote.

### Sevanje (radiacija)
Vsa telesa, ki so toplejša od absolutne ničle, sevajo toplotno energijo. Primer takšnega prenosa toplote je prenos toplote v vesolju (vakuum), pri katerem ne sodelujeta ne kondukcija ne konvekcija.